# Camille Lepage
Camille Lepage (Angers, 28 gennaio 1988 – Bouar, 12 maggio 2014) è stata una fotoreporter francese, nota per essere stata uccisa durante il conflitto della Seconda guerra civile nella Repubblica Centrafricana nel 2014. La sua morte è stata descritta come un "omicidio" dalla presidenza francese e a lei è stato dedicato nel 2019 il film Camille.

## Premi e riconoscimenti
- Coup de cœur della National Photographers Association al Visa pour l'immagine nel 2013[5]
- 2º posto nella categoria "Ritratto" nel febbraio 2014 per la serie Vanishing Youth ai Pictures of the Year International 2014[6]
- Premio Fondazione Manuel Rivera-Ortiz[7]